# X Factor 2012 (Danmark)
X Factor 2012 var 5. sæson af talentkonkurrencen X Factor. Programrækken havde premiere søndag den 1. januar 2012 på DR1. Cutfather, Pernille Rosendahl og Thomas Blachman var dommere for anden gang i træk, mens Lise Rønne var vært. Alle tre dommere bekendtgjorde at 2012 blev deres sidste sæson som dommere, men Thomas Blachman vendte alligevel tilbage som dommer i X Factor 2013. Finalen fandt sted den 23. marts 2012, og blev for første gang afholdt i Jyske Bank Boxen i Herning. Vinderen blev Ida Østergaard Madsen, der dermed sikrede sig en pladekontrakt med Sony Music, og efterfølgende udgav singlen "I Can Be". Ifølge Danmarks Radio var 2012-udgaven den mest sete X Factor-sæson nogensinde. Anden del af finalen blev fulgt af 2.196.000 seere.

## Finalister
De ni finalister i X Factor 2012 blev offentliggjort i det andet bootcamp-program den 3. februar 2012.
     – Vinder
     – Andenplads
     – Trejdeplads
     – Udstemt
     – Udtræksig
| Kategori (mentor)    | Artist                        | Artist             | Artist                | Artist |
| -------------------- | ----------------------------- | ------------------ | --------------------- | ------ |
| Under 25 (Rosendahl) | Line Larsen                   | Morten Benjamin    | Ida Østergaard Madsen |        |
| Over 25 (Cutfather)  | Mulila                        | Sveinur            | Katrine               |        |
| Grupper (Blachman)   | Nicoline Simone & Jean Michel | Tandberg & Østenby | Phuong & Rasmus       |        |

## Vindersingler
For første gang i dansk X Factor fik de tre finalister deres egen vindersingle, som de selv havde været med til at skrive. Idas vindersingle "I Can Be" er skrevet i samarbejde med Tobias Stenkjær og Søren Vestergaard. Lines vindersingle "Efter dig" er skrevet sammen med sangerinden Engelina Larsen og producer-duoen Providers. Sveinurs vindersingle "Fly With Both Feet on the Ground" er skrevet med Søren Balsner fra Carpark North. De to finalister der går videre til anden runde i finalen og dermed skal optræde med deres egen vindersingle, udkommer umiddelbart efter finalen med sangen. Vindersinglen fra den finalist der ikke går videre, udkomme først ca. to uger efter finalen.

## Live shows

### Statistik
Farvekoder:
| – | Rosendahl som mentor (Under 25) |
| – | Blachman som mentor (Grupper)   |
| – | Cutfather som mentor (Over 25)  |

| – | Vinder                                                                            |
| – | Andenplads                                                                        |
| – | Deltageren var blandt de to med laveste stemmer, og skulle synge igen i farezonen |
| – | Deltageren blev råbt op som værende gået videre (vilkårlig rækkefølge)            |
| – | Deltageren fik færrest seerstemmer og blev som følge heraf stemt ud               |

| Deltager            | Deltager                      | Uge 1                       | Uge 2                | Uge 3                      | Uge 4                               | Uge 5                                    | Uge 6 | Uge 6 | Uge 7 | Uge 7 |              |
| Deltager            | Deltager                      | Uge 1                       | Uge 2                | Uge 3                      | Uge 4                               | Uge 5                                    | Uge 6 | Uge 5+6 | 1. runde | 2. runde |              |
| ------------------- | ----------------------------- | --------------------------- | -------------------- | -------------------------- | ----------------------------------- | ---------------------------------------- | --- | --- | --- | --- | ------------ |
| 1                   | Ida                           | 1. 25,2%                    | 1. 26,7%             | 1. 25,2%                   | 1. 20,7%                            | 1. 30,9%                                 | 1. 32,8% | 1. 32,1% | 1. 45,8% | Vinder 61,7% |              |
| 2                   | Line                          | 6. 6,7%                     | 4. 9,8%              | 5. 12,4%                   | 4. 16,7%                            | 2. 26,7%                                 | 2. 24,0% | 2. 25,1% | 2. 37,6% | Andenplads 38,3% |              |
| 3                   | Sveinur                       | 3. 12,5%                    | 6. 9,0%              | 4. 15,8%                   | 3. 17,9%                            | 3. 23,1%                                 | 4. 21,3% | 3. 22,0% | 3. 16,6% | Udstemt (Uge 7) |              |
| 4                   | Morten Benjamin               | 2. 22,4%                    | 3. 13,5%             | 2. 16,5%                   | 5. 13,9%                            | 4. 19,2%                                 | 3. 21,9% | 4. 20,9% | Udstemt (Uge 6) | Udstemt (Uge 6) |              |
| 5                   | Nicoline Simone & Jean Michel | 5. 9,9%                     | 2. 15,3%             | 3. 16,2%                   | 2. 18,1%                            | N/A                                      | Trak sig frivilligt fra programmet2 (Uge 5) | Trak sig frivilligt fra programmet2 (Uge 5) | Trak sig frivilligt fra programmet2 (Uge 5) | Trak sig frivilligt fra programmet2 (Uge 5) |              |
| 6                   | Tandberg & Østenby            | 7. 5,9%                     | 5. 9,4%              | 7. 6,8%                    | 6. 12,7%                            | Udstemt (Uge 4)                          | Udstemt (Uge 4) | Udstemt (Uge 4) | Udstemt (Uge 4) | Udstemt (Uge 4) |              |
| 7                   | Mulila                        | 4. 11,4%                    | 8. 8,1%              | 6. 7,0%                    | Udstemt (Uge 3)                     | Udstemt (Uge 3)                          | Udstemt (Uge 3) | Udstemt (Uge 3) | Udstemt (Uge 3) | Udstemt (Uge 3) |              |
| 8                   | Katrine                       | 9. 1,8%                     | 7. 8,2%              | Udstemt (Uge 2)            | Udstemt (Uge 2)                     | Udstemt (Uge 2)                          | Udstemt (Uge 2) | Udstemt (Uge 2) | Udstemt (Uge 2) | Udstemt (Uge 2) |              |
| 9                   | Phoung & Rasmus               | 8. 4,1%                     | Udstemt (Uge 1)      | Udstemt (Uge 1)            | Udstemt (Uge 1)                     | Udstemt (Uge 1)                          | Udstemt (Uge 1) | Udstemt (Uge 1) | Udstemt (Uge 1) | Udstemt (Uge 1) |              |
|                     |                               |                             |                      |                            |                                     |                                          | | | | |              |
| Laveste stemmer     | Laveste stemmer               | Phuong & Rasmus, Katrine    | Katrine, Mulila      | Mulila, Tandberg & Østenby | Morten Benjamin, Tandberg & Østenby | N/A                                      | Ingen dommerstemmer eller deltagere i farezone: Det er alene seernes stemmer sammenlagt med sidste uges stemmer, der afgør hvem der går videre. | Ingen dommerstemmer eller deltagere i farezone: Det er alene seernes stemmer sammenlagt med sidste uges stemmer, der afgør hvem der går videre. | Ingen dommerstemmer eller deltagere i farezone: Det er alene offentlige stemmer der afgør, hvem der bliver elimineret, og hvem der i sidste ende vinder. | Ingen dommerstemmer eller deltagere i farezone: Det er alene offentlige stemmer der afgør, hvem der bliver elimineret, og hvem der i sidste ende vinder. |              |
| Cutfather stemte ud | Cutfather stemte ud           | Phoung & Rasmus             | Katrine              | Tandberg & Østenby         | Ingen1                              | N/A                                      | Ingen dommerstemmer eller deltagere i farezone: Det er alene seernes stemmer sammenlagt med sidste uges stemmer, der afgør hvem der går videre. | Ingen dommerstemmer eller deltagere i farezone: Det er alene seernes stemmer sammenlagt med sidste uges stemmer, der afgør hvem der går videre. | Ingen dommerstemmer eller deltagere i farezone: Det er alene offentlige stemmer der afgør, hvem der bliver elimineret, og hvem der i sidste ende vinder. | Ingen dommerstemmer eller deltagere i farezone: Det er alene offentlige stemmer der afgør, hvem der bliver elimineret, og hvem der i sidste ende vinder. |              |
| Rosendahl stemte ud | Rosendahl stemte ud           | Phoung & Rasmus             | Mulila               | Mulila                     | Tandberg & Østenby                  | N/A                                      | Ingen dommerstemmer eller deltagere i farezone: Det er alene seernes stemmer sammenlagt med sidste uges stemmer, der afgør hvem der går videre. | Ingen dommerstemmer eller deltagere i farezone: Det er alene seernes stemmer sammenlagt med sidste uges stemmer, der afgør hvem der går videre. | Ingen dommerstemmer eller deltagere i farezone: Det er alene offentlige stemmer der afgør, hvem der bliver elimineret, og hvem der i sidste ende vinder. | Ingen dommerstemmer eller deltagere i farezone: Det er alene offentlige stemmer der afgør, hvem der bliver elimineret, og hvem der i sidste ende vinder. |              |
| Blachman stemte ud  | Blachman stemte ud            | Katrine                     | Katrine              | Mulila                     | Tandberg & Østenby                  | N/A                                      | Ingen dommerstemmer eller deltagere i farezone: Det er alene seernes stemmer sammenlagt med sidste uges stemmer, der afgør hvem der går videre. | Ingen dommerstemmer eller deltagere i farezone: Det er alene seernes stemmer sammenlagt med sidste uges stemmer, der afgør hvem der går videre. | Ingen dommerstemmer eller deltagere i farezone: Det er alene offentlige stemmer der afgør, hvem der bliver elimineret, og hvem der i sidste ende vinder. | Ingen dommerstemmer eller deltagere i farezone: Det er alene offentlige stemmer der afgør, hvem der bliver elimineret, og hvem der i sidste ende vinder. |              |
| Udstemt             | Udstemt                       | Phoung & Rasmus Niendeplads | Katrine Ottendeplads | Mulila Syvendeplads        | Tandberg & Østenby Sjetteplads      | Nicoline Simone & Jean Michel Femteplads | Morten Benjamin Fjerdeplads | Morten Benjamin Fjerdeplads | Sveinur Tredjeplads | Line Andenplads |              |
| Udstemt             | Udstemt                       | Phoung & Rasmus Niendeplads | Katrine Ottendeplads | Mulila Syvendeplads        | Tandberg & Østenby Sjetteplads      | Nicoline Simone & Jean Michel Femteplads | Morten Benjamin Fjerdeplads | Morten Benjamin Fjerdeplads | Sveinur Tredjeplads | Ida Vinder |              |
| Kilde               | Kilde                         | [ 12 ] [ 13 ]               | [ 12 ] [ 14 ]        | [ 12 ] [ 15 ]              | [ 12 ] [ 16 ]                       | [ 12 ] [ 17 ]                            | [ 12 ] [ 18 ] | [ 12 ] [ 18 ] | [ 12 ] [ 4 ] | [ 12 ] [ 4 ] | [ 12 ] [ 4 ] |

- ↑1 Efter både Rosendahl og Blachman havde valgt at stemme Tandberg & Østenby ud, var Cutfathers stemme ikke nødvendig.[11] Cutfather sagde efter programmet, at han også ville have stemt på Tandberg & Østenby.[19]
- ↑2 Jean Michel valgte at trække sig af personlige årsager. Dermed var Nicoline Simone også ude af programmet, og der var således ikke nogen udstemning denne uge.[17]

### Uge til uge

#### Uge 1 (10. februar)
- Tema: Frit valg[20]

| Rækkefølge | Artist                        | Sang (original kunstner)                                | Resultat     | Stemmetal |
| ---------- | ----------------------------- | ------------------------------------------------------- | ------------ | --------- |
| 1          | Katrine                       | "White Nights" (Oh Land)                                | I farezonen  | 4.120     |
| 2          | Nicoline Simone & Jean Michel | "My Body Is a Cage" (Arcade Fire)                       | Stemt Videre | 22.248    |
| 3          | Line                          | "Heaven" (Emeli Sandé)                                  | Stemt Videre | 15.047    |
| 4          | Sveinur                       | "Somebody That I Used To Know" (Gotye featuring Kimbra) | Stemt Videre | 28.195    |
| 5          | Tandberg & Østenby            | "Toxic" (Britney Spears)                                | Stemt Videre | 13.317    |
| 6          | Mulila                        | "That's Not My Name" (The Ting Tings)                   | Stemt Videre | 25.654    |
| 7          | Morten Benjamin               | "Titanium" (David Guetta featuring Sia)                 | Stemt Videre | 50.291    |
| 8          | Phuong & Rasmus               | "Speak Out Now" (Oh Land)                               | Stemt ud     | 9.319     |
| 9          | Ida                           | "Skinny Love" (Bon Iver)                                | Stemt Videre | 56.570    |

Dommerne stemte ud
- Cutfather: Phuong & Rasmus
- Rosendahl: Phuong & Rasmus
- Blachman: Katrine

#### Uge 2 (17. februar)
- Tema: Danske kunstnere[21]

| Rækkefølge | Artist                        | Sang (original kunstner)                                          | Resultat     | Stemmetal |
| ---------- | ----------------------------- | ----------------------------------------------------------------- | ------------ | --------- |
| 1          | Morten Benjamin               | "København" (Ulige Numre)                                         | Stemt Videre | 31.813    |
| 2          | Mulila                        | "Søvnløs" (Burhan G)                                              | I farezonen  | 19.218    |
| 3          | Sveinur                       | "Surprise Me" (Tim Christensen and the Damn Crystals)             | Stemt Videre | 21.229    |
| 4          | Tandberg & Østenby            | "The Void" (Trentemøller Piano Version) (Darkness Falls)          | Stemt Videre | 22.161    |
| 5          | Line                          | "Glemmer dig aldrig" (Svenstrup & Vendelboe featuring Nadia Malm) | Stemt Videre | 23.203    |
| 6          | Nicoline Simone & Jean Michel | "Somersault" (I Got You On Tape)                                  | Stemt Videre | 35.990    |
| 7          | Ida                           | "Nothing's Wrong Song" (Ida Gard)                                 | Stemt Videre | 63.040    |
| 8          | Katrine                       | "The Second You Sleep" (Saybia)                                   | Stemt ud     | 19.341    |

Dommerne stemte ud
- Cutfather: Katrine
- Rosendahl: Mulila
- Blachman: Katrine

#### Uge 3 (24. februar)
- Tema: Dance hits[22]

| Rækkefølge | Artist                        | Sang (original kunstner)                                 | Resultat     | Stemmetal |
| ---------- | ----------------------------- | -------------------------------------------------------- | ------------ | --------- |
| 1          | Line                          | "Only Girl (In the World)" (Rihanna)                     | Stemt Videre | 26.910    |
| 2          | Tandberg & Østenby            | "Raise Your Weapon" (Deadmau5)                           | I farezonen  | 14.765    |
| 3          | Sveinur                       | "Blue Monday" (New Order)                                | Stemt Videre | 34.279    |
| 4          | Ida                           | "Save the World" (Swedish House Mafia)                   | Stemt Videre | 54.553    |
| 5          | Mulila                        | "Wild Ones" (Flo Rida featuring Sia)                     | Stemt ud     | 15.047    |
| 6          | Morten Benjamin               | "Beautiful People" (Chris Brown featuring Benny Benassi) | Stemt Videre | 35.751    |
| 7          | Nicoline Simone & Jean Michel | "DJ, Ease My Mind" (Niki & The Dove)                     | Stemt Videre | 34.982    |

Dommerne stemte ud
- Cutfather: Tandberg & Østenby
- Rosendahl: Mulila
- Blachman: Mulila

#### Uge 4 (2. marts)
- Tema: Mash Up3 [23]

↑3 Det var seerne der via SMS afstemning bestemte hvad denne uges tema skulle være. Hver af de tre dommere havde givet deres bud på et tema, og disse forslag kunne seerne derfor stemme på. Valgmulighederne var:
- Cutfathers tema: Mash Up
- Pernilles tema: One Hit Wonders
- Blachmans tema: New York i 80erne[24]

| Rækkefølge | Artist                        | Sang (original kunstner) | Resultat     | Stemmetal |
| ---------- | ----------------------------- | --- | ------------ | --------- |
| 1          | Ida                           | "Fix You" / "Use Somebody" (Coldplay / Kings of Leon)                                                                       | Stemt Videre | 41.487    |
| 2          | Nicoline Simone & Jean Michel | "Some Velvet Morning" / "Policy of Truth" og "Strangelove" / "Down by the Water" (Primal Scream / Depeche Mode / PJ Harvey) | Stemt Videre | 36.487    |
| 3          | Morten Benjamin               | "No Surprises" / "What a Wonderful World" (Radiohead / Louis Armstrong)                                                     | I farezonen  | 27.844    |
| 4          | Line                          | "Mercy" / "Rolling in the Deep" / "Bad Romance" / "Crazy" (Duffy / Adele / Lady Gaga / Gnarls Barkley)                      | Stemt Videre | 33.581    |
| 5          | Tandberg & Østenby            | "Teardrop" / "Within You Without You" / "Born This Way" (Massive Attack / The Beatles / Lady Gaga)                          | Stemt ud     | 25.510    |
| 6          | Sveinur                       | "Misery Business" / "E.T." (Paramore / Katy Perry)                                                                          | Stemt Videre | 35.875    |

Dommerne stemte ud
- Cutfather: Cutfathers stemme var ikke nødvendig, eftersom Rosendahl og Blachman begge havde valgt at udstemme Tandberg & Østenby. Det var første gang i programmets historie, at en dommer stemte sin egen deltager/gruppe ud. Efter programmet sagde Cutfather, at han også ville have stemt på Tandberg & Østenby.[19]
- Rosendahl: Tandberg & Østenby
- Blachman: Tandberg & Østenby

#### Uge 5 (9. marts)
- Tema: Rasmus Seebach[25]
- Gæsteoptræden: Lionel Richie og Rasmus Seebach ("Say You, Say Me")[26]

| Rækkefølge | Artist          | Sang (Rasmus Seebach)   | Stemmetal |
| ---------- | --------------- | ----------------------- | --------- |
| 1          | Morten Benjamin | "En skygge af dig selv" | 29.604    |
| 2          | Line            | "Den jeg er"            | 41.132    |
| 3          | Sveinur         | "Glad igen"             | 35.614    |
| 4          | Ida             | "Nangijala"             | 47.657    |

- Der var ingen ingen udstemning denne uge, da Jean Michel (og dermed også hans partner Nicoline Simone) valgte at trække sig af personlige årsager. Seernes SMS-stemmer gik videre til næste uge.[27]

#### Uge 6: Semifinale (16. marts)
- Tema: Unplugged; rap (duet med gæsteartist)[28]
- Gæsteoptræden: Yepha ("Det går ned"), Kesi ("Ku godt") og Clemens featuring Sarah West ("Ingen kender dagen")

| Rækkefølge | Artist          | Unplugged (original kunstner)      | Rækkefølge | Rap (original kunstner)                                                    | Resultat     | Stemmetal | Sammenlagt stemmeprocent fra uge 5 og semifinalen |
| ---------- | --------------- | ---------------------------------- | ---------- | -------------------------------------------------------------------------- | ------------ | --------- | ------------------------------------------------- |
| 1          | Sveinur         | "Little Lion Man" (Mumford & Sons) | 8          | "Hurricane" (sammen med Clemens) (30 Seconds to Mars featuring Kanye West) | Stemt Videre | 53.691    | 22,0%                                             |
| 2          | Line            | "I'm With You" (Avril Lavigne)     | 5          | "Invincible" (sammen med Kesi) (Machine Gun Kelly)                         | Stemt Videre | 60.648    | 25,1%                                             |
| 3          | Morten Benjamin | "Cecilia" (Thomas Dybdahl)         | 6          | "Limit to Your Love" (sammen med Yepha) (James Blake-cover af Feist)       | Stemt ud     | 55.118    | 20,9%                                             |
| 4          | Ida             | "Dream" (Priscilla Ahn)            | 7          | "You Got the Love" (sammen med Kesi) (Florence and the Machine)            | Stemt Videre | 82.793    | 32,1%                                             |

- Seernes stemmer blev lagt sammen fra sidste uges stemmer og Morten Benjamin fik kombineret færrest stemmer fra seerne fra uge 5 og semifinalen og blev stemt ud selvom han ikke fik færrest stemmer i semifinalen

#### Uge 7: Finale (23. marts)
- Tema: Frit valg; duet med gæsteartist; vindersingle[29]
- Gæsteartister: Lukas Graham ("Criminal Mind"), Oh Land ("Speak Out Now"), Alphabeat ("Vacation"), Kato ("Never Let U Go" sammen med deltagere fra X Factor 2012) og Medina ("12 dage" og "For altid")[29]
- Gruppeoptrædener: "We Found Love" (Rihanna; fremført af Ida, Line og Sveinur) og medley fremført af X Factor All Stars; "Another Brick in the Wall (Part 2)" (Pink Floyd), "Staying Alive" (Bee Gees), "Without You" (David Guetta featuring Usher) og "Stronger (What Doesn't Kill You)" (Kelly Clarkson)[29]

| Rækkefølge | Artist  | Frit valg (original kunstner) | Rækkefølge | Duet med gæsteartist (artist)    | Rækkefølge | Vindersingle (artist) | Resultat    | Stemmetal (1. runde) | Stemmetal (2. runde) |
| ---------- | ------- | ----------------------------- | ---------- | -------------------------------- | ---------- | --------------------- | ----------- | -------------------- | -------------------- |
| 1          | Ida     | "Paradise" (Coldplay)         | 4          | "Ordinary Things" (Lukas Graham) | 8          | "I Can Be"            | Vinder      | 156.376 (45,8%)      | 189.124 (61,7%)      |
| 2          | Sveinur | "Hysteria" (Muse)             | 5          | "Sun of a Gun" (Oh Land)         |            |                       | Tredjeplads | 56.816 (16,6%)       |                      |
| 3          | Line    | "Skyscraper" (Demi Lovato)    | 6          | "The Spell" (Alphabeat)          | 7          | "Efter dig"           | Andenplads  | 128.270 (37,6%)      | 117.193 (38,3%)      |

## Afsnit og seertal

### X Factor 2012
| Dato             | Afsnit        | Seertal hovedprogrammet | Seertal afgørelsen |
| ---------------- | ------------- | ----------------------- | ------------------ |
| 1. januar 2012   | Auditions     | 1.386.000               |                    |
| 6. januar 2012   | Auditions     | 1.823.000               |                    |
| 13. januar 2012  | Auditions     | 1.781.000               |                    |
| 20. januar 2012  | Superbootcamp | 1.597.000               |                    |
| 27. januar 2012  | Bootcamp      | 1.467.000               |                    |
| 3. februar 2012  | Bootcamp      | 1.713.000               |                    |
| 10. februar 2012 | Live Show 1   | 1.637.000               | 1.689.000          |
| 17. februar 2012 | Live Show 2   | 1.716.000               | 1.647.000          |
| 24. februar 2012 | Live Show 3   | 1.688.000               | 1.662.000          |
| 2. marts 2012    | Live Show 4   | 1.640.000               | 1.695.000          |
| 9. marts 2012    | Live Show 5   | 1.834.000               |                    |
| 16. marts 2012   | Semifinale    | 1.736.000               | 1.678.000          |
| 23. marts 2012   | Finale        | 2.014.000               | 2.098.000          |